# Nebojša Zlatarić
Nebojša Zlatarić né le 11 décembre 1953 à Šabac (Serbie) puis est mort le 22 novembre 2014 dans la même ville, était un footballeur serbe et yougloslave. Il évoluait au poste d'attaquant.  

## Biographie
Zlatarić a débuté en France à l'âge de 21 ans, à l'Olympique de Marseille avant de rejoindre successivement le Paris FC, le RC Lens, le Stade rennais et l'US Valenciennes-Anzin.  

## Carrière de joueur
- 1974-1975 : Mačva Šabac
- 1975-1977 : Olympique de Marseille
- 1977-1978 : Paris FC
- 1978-1979 : RC Lens
- 1979-1980 : Stade rennais[1]
- 1980-1981 : US Valenciennes Anzin

## Source et référence
1. ↑  Nebojša Zlatarić sur stade-rennais-online.com

- Marc Barreaud, Dictionnaire des footballeurs étrangers du championnat professionnel français (1932-1997), L'Harmattan, 1997.